# یواس‌اس بلونا (ای‌آرال-۳۲)
یواس‌اس بلونا (ای‌آرال-۳۲) (به انگلیسی: USS Bellona (ARL-32)) یک کشتی بود که طول آن ۳۲۸ فوت (۱۰۰ متر) بود. این کشتی در سال ۱۹۴۵ ساخته شد.